# Calcha „K“
Calcha „K“ ist eine Ortschaft im Departamento Potosí im Hochland des südamerikanischen Anden-Staates Bolivien.

## Lage im Nahraum
Calcha „K“ ist zentraler Ort des Kanton Calcha „K“ und liegt im Municipio Colcha „K“ in der Provinz Nor Lípez auf einer Höhe von 3697 m, dreißig Kilometer südlich des Salzsees Salar de Uyuni.

## Geographie
Calcha „K“ liegt auf dem bolivianischen Altiplano zwischen den Anden-Gebirgsketten der Cordillera Occidental im Westen und der Cordillera de Lípez im Südosten. Das Klima der Region ist ein typisches Tageszeitenklima, bei dem die Schwankung der Tagestemperaturen stärker ausfällt als die mittlere jahreszeitliche Schwankung der Temperaturen.
Die Jahresdurchschnittstemperatur der Region liegt bei etwa 8 °C, die Monatsdurchschnittstemperaturen schwanken nur unwesentlich zwischen 4 °C im Juli und 10 °C im Dezember (siehe Klimadiagramm Colcha „K“). Der Jahresniederschlag beträgt nur knapp 100 mm, nennenswerte Monatsniederschläge von wenigen Zentimetern sind nur in den Monaten Dezember bis März zu verzeichnen, der Rest des Jahres ist nahezu niederschlagsfrei.
Gemäß der Klimaklassifikation ist das Klima von Calcha „K“ trocken und kalt (BWk).

## Verkehrsnetz
Calcha „K“ liegt in einer Entfernung von 340 Straßenkilometern südwestlich von Potosí, der Hauptstadt des gleichnamigen Departamentos.
Von Potosí führt die asphaltierte Nationalstraße Ruta 5 in südwestlicher Richtung 198 Kilometer bis Uyuni, von dort führt die teilweise unbefestigte Ruta 701 weiter nach Südwesten und erreicht nach 61 Kilometern die Brücke über den Río Grande de Uyuni. Hinter der Brücke zweigt eine Landstraße in nordwestlicher Richtung ab und erreicht über den an der Bahnlinie gelegenen Ort Río Grande nach 66 Kilometern Julaca. Von dort führt eine unbefestigte Landstraße nach Nordwesten, über die Calcha „K“ nach weiteren 15 Kilometern zu erreichen ist.

## Bevölkerung
Die Einwohnerzahl der Ortschaft ist in dem letzten Jahrzehnt des 20. Jahrhunderts um etwa ein Drittel angestiegen:
| Jahr | Einwohner   | Quelle       |
| ---- | ----------- | ------------ |
| 1992 | 365         | Volkszählung |
| 2001 | 510         | Volkszählung |
| 2012 | keine Daten | Volkszählung |
| 2024 |             | Volkszählung |

Bei der Volkszählung 2012 ist der Kanton Calcha „K“ ebenso wie die Ortschaft Calcha „K“ nicht in den Statistiken aufgeführt gewesen, es ist abzuwarten, ob beides in der anstehenden Volkszählung 2024 möglicherweise wieder notiert ist.